# Copris warneri
Copris warneri là một loài bọ cánh cứng trong họ Bọ hung (Scarabaeidae).